# 張義威
張義威（1992年10月2日—），出生於中國遼寧省蓋州市，是單板滑雪半管道運動員。他於11歲時接觸這項運動。2012至13年度的世界巡迴賽中，他取得年度第2名的成績。而在下一個賽季的世界杯中，他取得第6位。2014年，他還取得冬季奧運會的參賽資格，成功躋身決賽，並最終以第6名完成賽事。

## 資料來源
1. ↑  .   [2014-02-18]. （原始内容存档于2014-02-22）.
2. ↑  U型池肖恩-怀特无缘三连冠 张义威第6史万成第7 （页面存档备份，存于） 2014 2 12